# Yūji Kamimura
Yūji Kamimura (jap. 上村 祐司, Kamimura Yūji; * 16. März 1976 in der Präfektur Gunma) ist ein ehemaliger japanischer Fußballspieler.

## Karriere
Kamimura erlernte das Fußballspielen in der Schulmannschaft der Maebashi Ikuei High School und der Universitätsmannschaft der Senshū-Universität. Seinen ersten Vertrag unterschrieb er 1998 bei den Omiya Ardija. Der Verein spielte in der zweithöchsten Liga des Landes, der Japan Football League. Für den Verein absolvierte er 118 Spiele. Ende 2002 beendete er seine Karriere als Fußballspieler.